# Eulimène
Dans la mythologie grecque, Eulimène ou Eulymène (en grec ancien Εὐλιμένη / Euliménê) est une Néréide, fille de Nérée et de Doris, citée par Apollodore et Hésiode dans leurs listes de Néréides. 

## Fonction
Eulimène est la Néréide du bon port, du lieu où les bateaux trouvent un bon refuge.

## Famille
Ses parents sont le dieu marin primitif Nérée, surnommé le vieillard de la mer, et l'océanide Doris. Elle est l'une de leur multiples filles, les Néréides, généralement au nombre de cinquante, et a un unique frère, Néritès. Pontos (le Flot) et Gaïa (la Terre) sont ses grands-parents paternels, Océan et Téthys ses grands-parents maternels.

## Évocation moderne

### Littérature
- Eulimène est citée parmi d'autres Néréides par le poète symboliste Jean Moréas (1856-1910) dans un de ces poèmes.

### Musique
- Elle est citée comme « Eulymène la fière » dans la chanson, J'ai croisé les Néréides du groupe breton Tri Yann, dans son album Abysses (2007).